# Inherent Resolve Campaign Medal
Die Inherent Resolve Campaign Medal ist eine militärische Auszeichnung der US-Streitkräfte, die aufgrund einer Executive Order von Barack Obama am 30. März 2016 eingeführt wurde. Das Design des Ordens stammt vom U.S. Army Institute of Heraldry. Die Medaille kann an Angehörige der US Army, der Navy, des Marine Corps, der Air Force und der Coast Guard für ihren Dienst im Irak, in Syrien oder einem angrenzenden Gewässer oder Luftraum verliehen werden. Die Medaille wird rückwirkend ab dem 15. Juni 2014 verliehen bis zu einem noch festzulegenden Zeitpunkt.
Alle Militärangehörige, denen die Global War on Terrorism Expeditionary Medal für den Dienst, der jetzt durch die Inherent Resolve Campaign Medal abgedeckt wird, verliehen wurde, können einen Antrag auf die Inherent Resolve Campaign Medal anstelle der Global War on Terrorism Expedition Medal stellen. Kein Ordensträger hat Anspruch auf die Global War on Terrorism Expeditionary Medal, die Inherent Resolve Campaign Medal oder die Afghanistan Campaign Medal für dieselbe Dienstzeit im besagten Zeitraum.
Um diese Auszeichnung zu erhalten, muss ein Soldat mindestens 30 aufeinander folgende Tage oder insgesamt mindestens 60 Tage in dem vorgeschriebenen Gebiet seinen Dienst verrichten. Militärangehörige, die während ihre Diensttätigkeit noch vor der festgeschriebenen Einsatzdauer von 30 Tagen versterben oder verwundet werden, bekommen die Medaille sofort verliehen. Es macht dabei keinen Unterschied, ob ein Soldat durch einen Unfall oder Feindeinwirkung zu Schaden kommt.